# Pico da Pedra
Pico da Pedra ist eine portugiesische Gemeinde (Freguesia) im Kreis (Município) von Ribeira Grande auf der Azoreninsel São Miguel. In ihr leben 3053 Einwohner (Stand 19. April 2021).